# Недеља
Недеља (ијек. недјеља) је последњи дан седмице, други дан викенда, који се налази између суботе и понедељка, а први је дан седмице у неким културама. Сматра се за празник у земљама са хришћанском традицијом, када хришћани најчешће посећују цркву ради заједничке молитве и литургијских обреда. Реч "недеља" потиче од "не делати" т.ј. обележава дан када се не ради. У Грегоријанском календару, ни један век не може да почиње недељом. У јеврејском календару, ни једна година не може да почиње недељом. Било који месец који почне недељом имаће петак тринаести.
Стандард Међународне организације за стандардизацију ISO 8601 признаје недељу као седми дан у недељи, док је у Сједињеним Државама, Канади, Јапану, Филипинима и већем делу Јужне Америке признат као први дан у недељи. Хришћани квекери недељу називају „првим даном“ у складу са својим сведочењем о једноставности.

## Положај током недеље
У многим државама, укључујући већи део Европе и Јужне Америке (сем Бразила), недеља је последњи дан седмице. У осталим земљама, укључујући Сједињене Државе, посматра се као први дан, традициони поглед изведен од старих Јевреја, Египћана, Хришћана и Светог римског царства.

## Недеља у хришћанству
Недеља се сматра светом скоро међу свим хришћана и дан одмора и одласка у цркву. Међутим, од заласка сунца у петак до заласка сунца у суботу је период који је Бог, четвртом заповешћу, одредио за свети дан, дан одмора, Сабат.

### Паганска преписка
Хришћани нису пропустили прилику да у обожавању природе својих суседа пагана уоче симболику која важи за њихову веру. Један од отаца цркве, свети Јероним, рекао би: „Ако незнабошци [Дан Господњи] [...] зову ’дан сунца‘, ми се добровољно слажемо, јер данас се светлост света уздиже, данас се открива сунце правде са исцељењем у зрацима његовим“. (Ово је референца на Malachi 4:2.)
Слично разматрање је можда утицало на избор датума Божића као дана зимског солстиција, чије је прослављање било део римског култа Сунца. У истом духу су грађене и још се граде (колико је могуће) хришћанске цркве са оријентацијом тако да је заједница окренута ка изласку сунца на истоку. Много касније, свети Фрањо ће певати у својој чувеној песми: „Буди хваљен, Господе мој, кроз сва створења своја, посебно кроз мог господара брата Сунца, који доноси дан; и ти кроз њега дајеш светлост. И он је леп и блистав у свом сјају своме! На тебе, Свевишњи, он је налик."

### Хришћанска употреба
Стари Римљани су традиционално користили осмодневни нундински циклус, пазарну недељу, али је у време Августа у 1. веку нове ере у употребу ушла и седмодневна недеља.
У јеванђељима су жене описане како долазе у празан гроб грч. εις μια των σαββατων иако се често преводи „првог дана у недељи“.
Јустин Мартир, средином 2. века, помиње „мемоаре апостола“ као читане на „дан који се зове Сунчев дан“ (недеља) поред „писања пророка“."
Дана 7. марта 321. године, Константин I, први хришћански цар Рима, одредио је да се недеља обележава као римски дан одмора:
На Часни Дан Сунца нека се одморе судије и људи који живе у градовима, а све радионице нека буду затворене. У земљи, међутим, лица која се баве пољопривредом могу слободно и законито наставити своју делатност; јер се често дешава да неки други дан није толико погодан за сетву жита или лозу; да се занемаривањем правог тренутка за такве операције не би изгубила благодат неба.
Упркос званичном усвајању недеље као дана одмора од стране Константина, седмодневна недеља и мундијални циклус наставили су да се користе упоредо до календара од 354. године, а вероватно и касније.
Године 363, 29. канон Лаодикијског сабора забранио је светковање јеврејског сабата (субота), и подстицао хришћане да раде суботом и да се одмарају на дан Господњи (недеља). Чињеница да је канон уопште морао да буде издат указује на то да доношење Константиновог указа из 321. године још увек није било опште, чак ни међу хришћанима. То такође указује да су Јевреји суботом светковали сабат.

### Савремене праксе
Сабатари првог дана, укључујући хришћане методистичке, баптистичке и реформисане (презбитеријанске и конгрегационалистичке) традиције, поштују недељу као сабат, дан посвећен обожавању Бога у цркви (похађање недељне школе, богослужење ујутро и увече), као и дан одмора (што значи да су људи ослобођени ропског рада и да се уздржавају од трговине, куповине и продаје осим када је то неопходно).
Неким језицима недостају одвојене речи за „субота“ и „сабат“ (нпр. италијански, португалски). Изван енглеског говорног подручја, сабат као реч, ако се користи, односи се на суботу (или специфичне јеврејске обичаје у њој); Недеља се зове Дан Господњи нпр. на романским језицима и новогрчком. С друге стране, хришћани који говоре енглески често називају недељу сабатом (осим сабатаријанаца седмог дана); пракса која је, вероватно због међународних веза и латинске традиције римокатоличке цркве, распрострањенија међу (али не ограничена на) протестантима. Квекери су недељу традиционално називали „првим даном“ избегавајући паганско порекло енглеског имена, док су суботу називали „седмим даном“.

## Недеља у мандеизму
Недеља се у мандеизму назива Хабшаба. Мандеји обављају заједничку масбуту (крштење) сваке недеље.